# Berry-au-Bac
Berry-au-Bac – miejscowość i gmina we Francji, w regionie Hauts-de-France, w departamencie Aisne.
Według danych na styczeń 2014 roku gminę zamieszkiwało 591 osób, a gęstość zaludnienia wynosiła 73,1 osób/km².